# Tell al-Rimah
Tell al-Rimah – stanowisko archeologiczne w północnym Iraku, położone ok. 65 km na zachód od Niniwy. W starożytności istniało tu małe miasto handlowe, które największy rozwój przeżywało w II tysiącleciu p.n.e. Uważa się powszechnie, iż w okresie starobabilońskim miasto to nosiło nazwę Karana, choć niektórzy uczeni identyfikują je również z miastem Qattara. 

## Prace wykopaliskowe
Stanowisko to po raz pierwszy opisał Austen Henry Layard w 1850 roku. W 1938 roku przebadał je pobieżnie Seton Lloyd. W latach 1964–71 systematyczne prace wykopaliskowe prowadził tu David Oates.

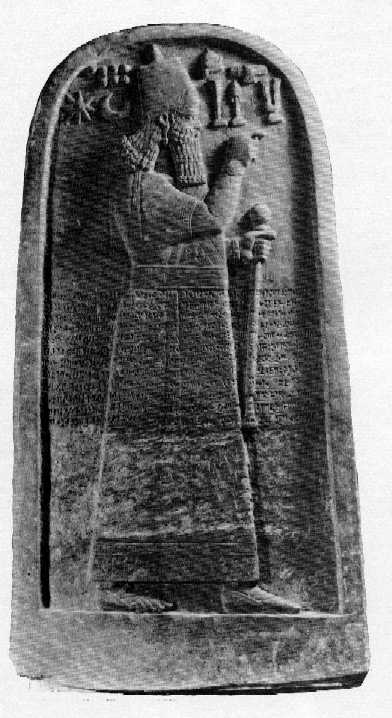
Asyryjska stela z Tell al-Rimah z przedstawieniem króla Adad-nirari III.

## Historia zasiedlenia
Istnieją dowody, że stanowisko to zasiedlone już było w czasach prehistorycznych, aczkolwiek warstwy te nie zostały przebadane. Na początku II tysiąclecia p.n.e. znajdowało się tu otoczone murami miasto, którego najważniejszymi budowlami były świątynia i pałac. Świątynia, zlokalizowana w centralnej i najwyżej położonej części miasta, wzniesiona została na dwóch tarasach. Do jej wejścia wiodły monumentalne schody. Po jej zachodniej stronie znajdował się zigurat. Świątynia ta poświęcona była najprawdopodobniej Adadowi lub Gesztinannie, a jej budowniczym był asyryjski król Szamszi-Adad I (1814-1782 p.n.e.). Pałac przebadany został jedynie w niewielkiej części, ale mimo to udało się zlokalizować jego salę tronową. Na miejscu tego pałacu wzniesiony został wkrótce nowy pałac, w którym odkryto ok. 200 listów i dokumentów administracyjnych dotyczących królowej Iltani, małżonki władcy Aqba-hammu, najprawdopodobniej wasala Hammurabiego z Babilonu. 
Stanowisko zasiedlone było do końca II tysiąclecia p.n.e., o czym świadczą pozostałości świątyń, budynków administracyjnych i domów prywatnych, a także odnalezione tu dokumenty handlowe z okresu średnioasyryjskiego. Następnie miasto zostało całkowicie opuszczone. W okresie nowoasyryjskim miasto to zostało ponownie zasiedlone, a jego nazwa zmieniona na Zamahe. Większość mieszkańców miasta stanowiła najprawdopodobniej ludność deportowana z innych regionów imperium asyryjskiego. W mieście wzniesiona została nowa świątynia poświęcona bogu Adadowi. W trakcie wykopalisk odnaleziono w niej stelę Adad-nirari III (810-783 p.n.e.) z inskrypcją opisującą jego wyprawy wojenne przeciw Syrii, Fenicji i Izraelowi (tzw. stela z Tell al-Rimah).